# Максиміліан Матакевич

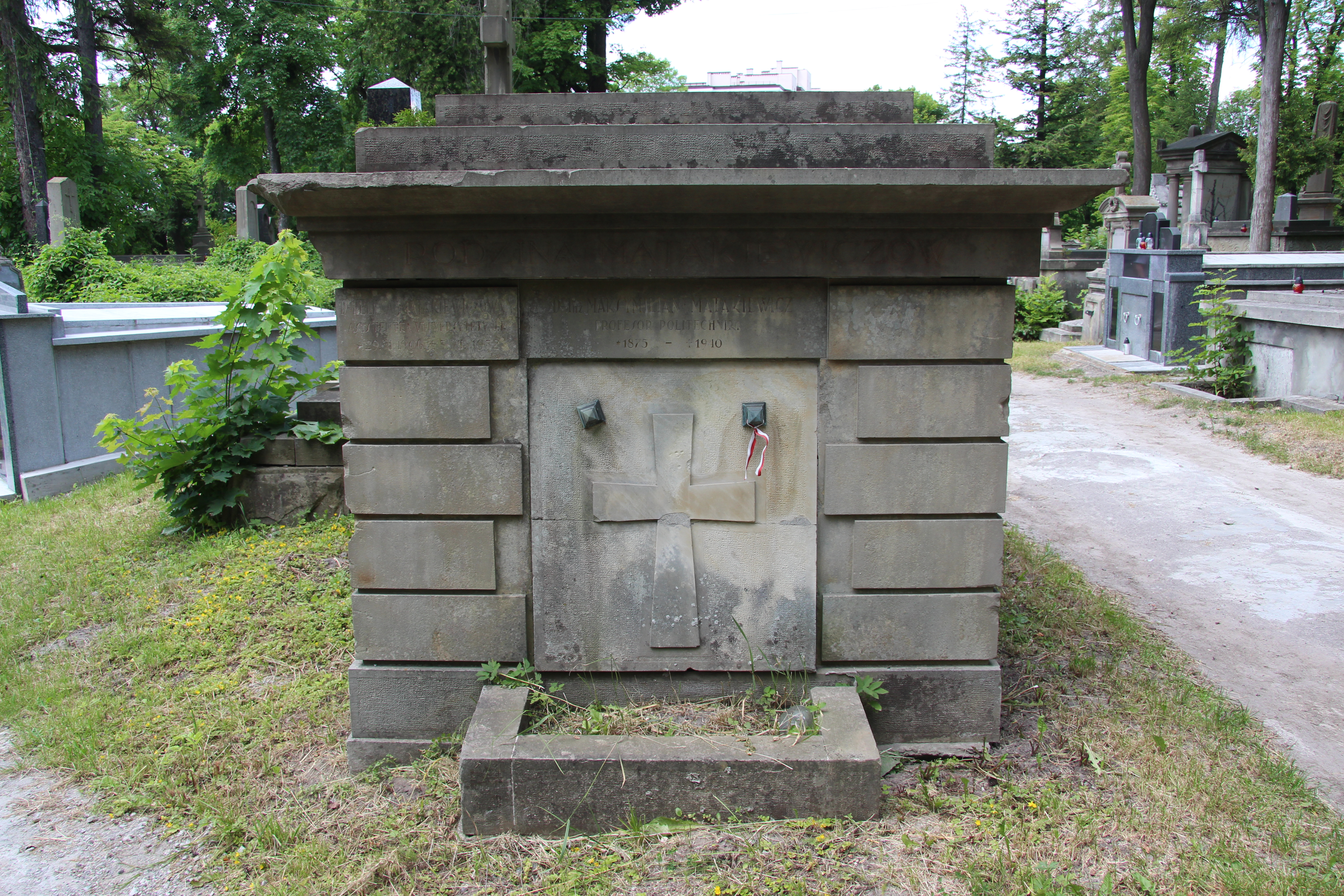

Максиміліан Антоній Матакевич (пол. Maksymilian Matakiewicz; 27 червня 1875, Неполоміце, Австро-Угорщина — 3 лютого 1940, Львів, УРСР) — польський вчений, інженер-гідротехнік, педагог, доктор наук, професор і ректор Львівської Вищої політехнічної школи в 1919—1920 роках (нині Національний університет «Львівська політехніка»). Державний діяч. Міністр громадських робіт Польщі (1929—1930).

## Біографія
Племінник Антоні Матакевіча (1784—1844), філософа, юриста, ректора Ягелонського університету.
У 1893 році закінчив реальну гімназію в Кракові. Випускник інженерного відділу Львівської Вищої політехнічної школи 1900 року.
У 1899—1900 роках працював асистентом водного будівництва, в 1900—1901 роках — співробітник відділу регулювання річок Тарнавської округу, в 1901—1903 роках — в Крайовому гідрографічне відділі у Львові, згодом керував будівництвом порту на Віслі в Надбрежу.
З 1905 року читав лекції у Львівській Політехніці, в 1907—1909 — професор, завідувач кафедри водного будівництва Політехніки, в 1909—1913 роках — декан гідротехнічного відділення.
У 1924—1928 і 1936—1940 навчальних роках очолював бібліотеку Львівської політехніки, багато зробив для завершення будівництва нового корпусу Бібліотеки Львівської політехніки.
Учасник битви за Львів у 1918 році під час польсько-української війни.
У 1919—1920 роках — ректор Львівської Політехніки. Тоді ж, редагував журнал «Czasopismo Techniczne».
У 1921—1930 роках — член Львівської міської ради, в 1927—1928 роках — заступник комісара уряду міста Львова, в 1929—1930 роках — міністр громадських робіт в урядах К. Бартеля, В. Славека та Ю. Пілсудського.
Член багатьох наукових товариств, в тому числі, Варшавського наукового товариства, Польського політехнічного суспільства і Наукового товариства у Львові.
Один із засновників Академії технічних наук у Варшаві, в 1930—1933 роках — її президент. Член Технічної ради при міністерстві комунікацій.
Автор 61 наукової роботи і 7 підручників.
Похований на 71 полі Личаківського  кладовища у Львові.